# Cheddar, England
Cheddar är en ort och civil parish i grevskapet Somerset i sydvästra England. Orten ligger vid foten av Mendip Hills, cirka 23,5 kilometer sydväst om Bristol. Tätorten (built-up area) hade 5 199 invånare vid folkräkningen år 2011.
Orten har gett namnet åt cheddarosten, vilken har tillverkats i Cheddar sedan åtminstone 1100-talet.